# Derby della West London
Il derby della West London (in inglese West London Derby) è il nome con cui si designano alcuni derby calcistici disputati da due squadre di Londra tra Brentford, Chelsea, Fulham e Queens Park Rangers, tutti club con sede nella West London.
Queste stracittadine sono storicamente meno importanti di altri derby calcistici inglesi, dato che le varie squadre della West London militano sovente in divisioni calcistiche diverse. Il Chelsea non affrontò mai il Fulham dal 1986 al 2001 e ha affrontato il Brentford solo due volte dal 1950 al 2021. Il QPR non ha mai affrontato il Brentford dal 1966 al 2001 e mai il Chelsea dal 1996 al 2008.
Secondo un sondaggio del 2012, i tifosi del Fulham considerano quelli del Chelsea i loro maggiori rivali e reputano i sostenitori di QPR e Brentford rivali di minore importanza. I tifosi del QPR considerano il Chelsea la maggiore rivale, seguita da Fulham, Brentford e poi da Cardiff City e Stoke City. La tifoseria del Brentford ha scelto il Fulham come compagine rivale, seguita da QPR e poi dal Chelsea. I tifosi del Chelsea hanno citato il solo Fulham come quarta rivale, dopo Arsenal, Tottenham Hotspur e Manchester United.

## Squadre
| Campionato     | Squadra   | Stadio                      | Borgo                |
| -------------- | --------- | --------------------------- | -------------------- |
| Premier League | Brentford | Brentford Community Stadium | Hounslow             |
| Premier League | Chelsea   | Stamford Bridge             | Hammersmith & Fulham |
| Premier League | Fulham    | Craven Cottage              | Hammersmith & Fulham |
| Championship   | QPR       | Loftus Road                 | Hammersmith & Fulham |

## Brentford-Chelsea

### Risultati
|            | Totale | Vittorie Brentford | Pareggi | Vittorie Chelsea | Gol Brentford | Gol Chelsea |
| ---------- | ------ | ------------------ | ------- | ---------------- | ------------- | ----------- |
| Campionato | 13     | 5                  | 2       | 6                | 17            | 16          |
| FA Cup     | 3      | 0                  | 1       | 2                | 2             | 10          |
| League Cup | 1      | 0                  | 0       | 1                | 0             | 2           |
| Totale     | 17     | 5                  | 3       | 9                | 19            | 28          |

## Brentford-Fulham

### Risultati
|            | Totale | Vittorie Brentford | Pareggi | Vittorie Fulham | Gol Brentford | Gol Fulham |
| ---------- | ------ | ------------------ | ------- | --------------- | ------------- | ---------- |
| Campionato | 54     | 19                 | 15      | 20              | 74            | 71         |
| FA Cup     | 2      | 1                  | 0       | 1               | 3             | 2          |
| League Cup | 5      | 3                  | 1       | 1               | 7             | 3          |
| EFL Trophy | 3      | 1                  | 1       | 1               | 2             | 3          |
| Totale     | 64     | 24                 | 17      | 23              | 86            | 79         |

## Brentford-QPR

### Risultati
|            | Totale | Vittorie Brentford | Pareggi | Vittorie QPR | Gol Brentford | Gol QPR |
| ---------- | ------ | ------------------ | ------- | ------------ | ------------- | ------- |
| Campionato | 78     | 30                 | 24      | 24           | 106           | 94      |
| FA Cup     | 3      | 2                  | 1       | 0            | 6             | 2       |
| League Cup | 1      | 1                  | 0       | 0            | 4             | 1       |
| Totale     | 82     | 33                 | 25      | 24           | 116           | 97      |

## Chelsea-Fulham

### Risultati
|            | Totale | Vittorie Chelsea | Pareggi | Vittorie Fulham | Gol Chelsea | Gol Fulham |
| ---------- | ------ | ---------------- | ------- | --------------- | ----------- | ---------- |
| Campionato | 71     | 42               | 22      | 7               | 118         | 60         |
| FA Cup     | 6      | 2                | 2       | 2               | 7           | 7          |
| League Cup | 3      | 2                | 1       | 0               | 4           | 2          |
| Totale     | 79     | 45               | 25      | 9               | 128         | 69         |

## Chelsea-QPR

### Risultati
|            | Totale | Vittorie Chelsea | Pareggi | Vittorie QPR | Gol Chelsea | Gol QPR |
| ---------- | ------ | ---------------- | ------- | ------------ | ----------- | ------- |
| Campionato | 44     | 15               | 16      | 13           | 58          | 56      |
| FA Cup     | 6      | 4                | 1       | 1            | 8           | 4       |
| League Cup | 3      | 1                | 1       | 1            | 2           | 3       |
| Totale     | 53     | 20               | 18      | 15           | 68          | 63      |

## Fulham-QPR

### Risultati
|            | Totale | Vittorie Fulham | Pareggi | Vittorie QPR | Gol Fulham | Gol QPR |
| ---------- | ------ | --------------- | ------- | ------------ | ---------- | ------- |
| Campionato | 36     | 16              | 6       | 14           | 57         | 43      |
| FA Cup     | 5      | 4               | 1       | 0            | 8          | 2       |
| League Cup | 1      | 1               | 0       | 0            | 2          | 0       |
| Totale     | 42     | 21              | 7       | 14           | 67         | 45      |